# José Gabriel de Silva-Bazán
José Gabriel de Silva-Bazán y Waldstein, X markiz Santa Cruz de Mudela, Grand Hiszpanii (ur. 18 marca 1782 w Madrycie, zm. 4 listopada 1839 tamże) – hiszpański arystokrata, polityk, dyplomata i wojskowy.
W 1801 poślubił Joaquinę Téllez-Girón y Pimentel, córkę książąt Osuny. Był dyrektorem Hiszpańskiej Akademii Królewskiej i honorowym członkiem Królewskiej Akademii Sztuk Pięknych św. Ferdynanda. W latach 1817–1820 był pierwszym dyrektorem powstałego z inicjatywy Ferdynanda VII muzeum Galería Real de Pinturas (Królewska Galeria Malarstwa), późniejszego Prado. Był odpowiedzialny za organizację instytucji, a także wybór dzieł włączonych do kolekcji muzeum. W 1820 na stanowisku dyrektora zastąpił go jego szwagier Pedro de Alcántara Téllez-Girón y Pimentel, książę Anglony, a Silva-Bazán został ambasadorem we Francji na okres około półtora roku. Zajmował ważne dworskie stanowisko mayordomo mayor, osoby bliskiej królowi. Po wydarzeniach liberalnego trzylecia i przywróceniu monarchii absolutnej popadł w niełaskę, został zrehabilitowany niecałą dekadę później, w 1830. Wrócił do pracy nad rozwojem muzeum i przyczynił się do zabezpieczenia jego istnienia po śmierci króla.